# Aix-en-Diois
Aix-en-Diois is een plaats en voormalige gemeente in het Franse departement Drôme (regio Auvergne-Rhône-Alpes) en telt 255 inwoners (1999). De plaats maakt deel uit van het arrondissement Die.

## Geschiedenis
Aix-en-Diois is op 1 januari 2016 gefuseerd met Molières-Glandaz tot de gemeente Solaure en Diois. 

## Geografie
De oppervlakte van Aix-en-Diois bedraagt 16,1 km², de bevolkingsdichtheid is 15,8 inwoners per km².
De onderstaande kaart toont de ligging van Aix-en-Diois met de belangrijkste infrastructuur en aangrenzende gemeenten.

## Demografie
Onderstaande figuur toont het verloop van het inwonertal.